# Legion Zaolziański

Województwo śląskie w latach 1924-1934, w którym sformowano Legion

Legion Zaolziański – grupy dywersyjne Wojska Polskiego II RP, improwizowane we wrześniu 1938 r., w trakcie przygotowań politycznych i wojskowych do rewindykacji Zaolzia, przeznaczone do przeprowadzenia „działań dywersyjnych w większym stylu na tyłach armii czeskiej”.

## Historia
17 września 1938 r. szef Sztabu Głównego WP, gen. bryg. Wacław Stachiewicz wydał tajny rozkaz, w którym stwierdził między innymi, że należy „przystąpić do organizowania Legionu Zaolziańskiego na naszym terenie przygranicznym” i „wyznaczyć oficera na dowódcę całości akcji”. Oficerem tym został ppłk dypl. Ludwik Zych, szefem sztabu Komendy Głównej Straży Granicznej, a podczas przygotowań do plebiscytu w 1920 r. – jeden z kierowników Tajnej Organizacji Wojskowej. Miejscem postoju sztabu było Bielsko. Z chwilą utworzenia Samodzielnej Grupy Operacyjnej „Śląsk”, legion podporządkowany został jej dowódcy.
Propagandę i agitację oraz werbunek na rzecz legionu prowadził utworzony w Katowicach Komitet Walki o Śląsk Zaolziański, na czele którego stanął Karol Grzesik, marszałek Sejmu Śląskiego.
Kadra oficerska wywodziła się z Wojska Polskiego, natomiast reszta to ochotnicy polscy zza Olzy, którzy przeszli procedurę kwalifikacyjną w obozach dla uchodźców w Hermanicach i Ochabach.
W Zebrzydowicach działała grupa wywiadowcza Legionu: pchor. Tadeusz Skrzypiec i aspirant SG Boratyński. W jej składzie znaleźli się również nauczyciel Józef Durczok i szofer Franciszek Siwek.
Do Legionu werbowano ochotników po stronie polskiej. Wśród nich duży procent stanowili członkowie Związku Strzeleckiego z powiatu cieszyńskiego i bielskiego. Polacy zza Olzy trafiali zaś do Organizacji Bojowej, Podgrupa „Cieszyn”.

## Organizacja i obsada personalna
- Dowództwo
  - dowódca – ppłk dypl. Ludwik Zych ps. „Duch”
- Grupa I „Cieszyn” Legionu „Zaolzie” – mjr Gustaw Swaczyna ps. „Stonawski”
- Grupa II „Rybnik” Legionu „Zaolzie”
- Grupa III „Bielsko” Legionu „Zaolzie” – mjr Jan Mazurkiewicz ps. „Zagłoba”
- Grupa IV „Pszczyna” Legionu „Zaolzie” – mjr Władysław Nowożeniuk
- Grupa wywiadowcza – Zebrzydowice

Liczebność Legionu wyniosła 1400–1700 osób, skupionych w 14 kompaniach ze sztabem i służbami. Członkowie Legionu uzbrojeni byli w broń niemiecką (karabiny i granaty ręczne, 27 rkm, 20 lkm, 12 ckm).